# Kanton La Rochette
Kanton La Rochette is een voormalig kanton van het Franse departement Savoie in de toenmalige regio Rhône-Alpes. Het kanton maakte deel uit van het arrondissement Chambéry totdat het op 22 maart 2015 werd opgeheven en de gemeenten werden opgenomen in het aangrenzende kanton Montmélian.

## Gemeenten
Het kanton omvatte de volgende gemeenten:
- Arvillard
- Bourget-en-Huile
- La Chapelle-Blanche
- La Croix-de-la-Rochette
- Détrier
- Étable
- Le Pontet
- Presle
- La Rochette (hoofdplaats)
- Rotherens
- La Table
- La Trinité
- Le Verneil
- Villard-Sallet